# Kleisoura
Kleisoúra (citit „Clisúra”, în greacă Κλεισούρα sau Βλαχοκλεισούρα, în aromână Vlahoclisúra) este un oraș cu populație vlahă aromânească din Grecia, în prefectura Kastoria.